# Jonny Bairstow
Jonathan Bairstow (nacido el 26 de septiembre de 1989) es un jugador de críquet de Inglaterra. En septiembre de 2021, Bairstow fue incluido en el equipo de Inglaterra para la Copa Mundial ICC Men's Twenty20 de 2021. Jonny Bairstow, es el hijo del ex wicketkeeper de Inglaterra David Bairstow, quien era un wicketkeeper-bateador que se ha convertido en un jugador de cricket a tener en cuenta en el orden medio de Inglaterra. En 2007, durante los primeros días de su carrera, recibió el premio al jugador de críquet del año de las escuelas wisden joven.

## Trayectoria deportiva
El 16 de septiembre de 2011, Bairstow hizo su debut en One Day International con Inglaterra contra India. El 23 de septiembre de 2011 debutó en el Twenty20 contra las Indias Occidentales. Bairstow hizo su debut en Test Cricket contra West Indies el 17 de mayo de 2012. En 2018, Bairstow se convirtió en el primer bateador inglés en registrar tres cientos consecutivos de One Day International.
En diciembre de 2018, Baristow fue comprado por Sunrisers Hyderabad en la subasta de jugadores de la liga premier india de 2019. En la subasta IPL de 2022, Punjab Kings lo compró en la subasta de jugadores de la liga premier india de 2022.